# Bleeding Through
I Bleeding Through sono un gruppo musicale metalcore facente parte della NWOAHM, proveniente da Orange County (California).

## Storia del gruppo
Il gruppo si è formato nell'estate del 1998 con il nome "Breakneck"; i componenti originali erano Brandan 'Sheep' Schieppati, Javier Van Huss, il chitarrista Scott Danough, il bassista Chad Tafolla e il batterista Troy Born. Ben presto la band cambiò però formazione con la partenza di Van Huss e il reclutamento di Mark Jackson al basso. Tafolla divenne così il chitarrista del gruppo, portando con gli altri membri un suono sempre più death metal che fece sì che il gruppo cambiasse nome in "Bleeding Through". Con questo nome la band pubblicò il primo album Dust to Ashes nel 2001, dopo un nuovo cambiamento di formazione con l'entrata di Vijay Kumar, Cat Burgler e Molly Street. Nel 2002 uscì l'album Portrait of the Goddess.
Successivamente Schieppati ingaggiò Scott Danough, Brian Leppke, Ryan Wombacher, Marta Peterson e Derek Youngsma. Nel 2003 uscì l'album This Is Love, This Is Murderous e la band iniziò i primi tour (durante i quali ebbe anche un serio incidente stradale senza seri danni). Nel febbraio 2005, dopo la ripubblicazione dell'album sotto il titolo di This Is Love, This Is Murderous (Reissue), la band ottenne il primo tour europeo.
Nel gennaio 2006 uscì il terzo album, The Truth, che ebbe buon riscontro di vendite, assicurando alla band un posto al "Download festival" del Circuito di Donington Park con band come Tool e Metallica e l'invito all'Ozzfest insieme a band come Ozzy Osbourne, System of a Down, Hatebreed, Lacuna Coil, Disturbed, DragonForce, Black Label Society, Unearth, Atreyu, Norma Jean, A Life Once Lost, Strapping Young Lad, The Red Chord, Full Blown Chaos, Walls of Jericho, All That Remains e Between the Buried and Me.
Il 30 settembre 2008 esce Declaration, il loro 5º album in studio. L'album è stato registrato da aprile a maggio. L'album ha venduto poco meno di 6 000 copie nella prima settimana di uscita ed è riuscita a debuttare al 104º posto nella Billboard 200.
I Bleeding Through sul sito della Roadrunner Records hanno dichiarato che il 13 aprile 2010 sarebbe uscito il nuovo album omonimo, fornendone anche la lista tracce. Dopo l'uscita nel 2012 di un settimo album, intitolato The Great Fire, nel gennaio 2013 con un comunicato sul portale specializzato Blabbermouth.net i Bleeding Through hanno annunciato lo scioglimento dopo quattordici anni di carriera.
Nel gennaio 2018 la SharpTone Records pubblicò un breve video sulla musica che sarebbe stata pubblicata nel 2018, e apparentemente alcuni ascoltatori riconobbero la voce di Brendan Schieppati. Il 28 marzo del 2018 la band ha annunciato che il nuovo album sarebbe stato pubblicato con il titolo Love Will Kill All attraverso la SharpTone Records il 25 maggio successivo.

## Formazione

### Ultima
- Brandan Schieppati - voce (1999-2013)
- Brian Leppke - chitarra (2001-2013)
- Dave Nassie - chitarra (2009-2013)
- Ryan Wombacher - basso (2001-2013)
- Derek Youngsma - batteria (2003-2013)
- Marta Peterson - tastiera (2001-2013)

### Ex componenti
- Peppino Bore - chitarra
- Scott Danough - chitarra
- Mark Jackson - basso
- Vijay Kumar - basso
- Mick Morris - basso
- Troy Born - batteria
- Molly Street - tastiera
- Jona Weinhofen - chitarra

## Discografia

### Album in studio
- 2001 – Dust to Ashes
- 2002 – Portrait of the Goddess
- 2003 – This Is Love, This Is Murderous
- 2006 – The Truth
- 2008 – Declaration
- 2010 – Bleeding Through
- 2012 – The Great Fire
- 2018 – Love Will Kill All

## DVD
- 2004 – This Is Live, This Is Murderous
- 2005 – Wolves Among Sheep

## Apparizioni in compilation
- MTV2 Headbanger's Ball: The Revenge
- The Best Of Taste Of Chaos
- Threat: Music That Inspired The Movie
- Threat: Original Motion Picture Soundtrack (Soundtrack)
- Amp Magazine Presents: Volume 1: Hardcore
- Blood Sweat & Ten Years
- Bring You To Your Knees...Guns N' Roses
- MTV2 Headbanger's Ball, Volume 2
- Fighting Music 2
- Trustkill Takeover
- Warped Tour 2005 Tour Compilation